# Österreichischer Bauherrenpreis 1988
Mit dem Österreichischen Bauherrenpreis der Zentralvereinigung der Architekten Österreichs wurden im Jahr 1988 die folgenden Projekte ausgezeichnet:
| Realisierung                                                                                          | Bauherr                                              | Planer                                      |
| --- | ---------------------------------------------------- | ------------------------------------------- |
| Schömer-Haus, ein Verwaltungsgebäude in Klosterneuburg                                                | Schömer Unternehmensgruppe mit Karlheinz Essl senior | Heinz Tesar                                 |
| Wohnhausanlage der Gemeinde Wien in der Gumpendorferstraße                                            | Gemeinde Wien MA 24 mit Marchart                     | Timo Penttilä                               |
| Hotelhallenbad in Serfaus                                                                             | Familie Tschuggmall                                  | R. Honold, W. Pöschl                        |
| Kleinwohnhaus in Ried in Niederösterreich                                                             | Guido und Elke Salzer                                | Rudolf Prohazka                             |
| Fitness- und Seminargebäude Anzelini                                                                  | Monika und Artur Anzelini                            | H. Hempel, F. Fonatti, G. Ullreich          |
| Pfarrzentrum Graz-Ragnitz (Bruder-Klaus-Kirche mit Nebengebäuden) Unter Denkmalschutz (Listeneintrag) | Diözese Graz-Seckau mit Fell                         | Szyszkowitz + Kowalski                      |
| Bürohaus Bene in Waidhofen an der Ybbs                                                                | Bene-Büromöbel KG mit M. Bene                        | Haus-Rucker-Co – Laurids Ortner             |
| Sanierung und Revitalisierung Amalienbad in Wien                                                      | Gemeinde Wien / MA 44, SR Lauscha                    | ARGE Amalienbad – E. Schlöss, E. Millbacher |